# Aasiaat
Aasiaat (o Egedesminde) è una città della Groenlandia (3102 ab.) il cui nome significa città dei ragni, capoluogo del comune di Qeqertalik; si trova su un piccolo arcipelago nella Baia di Disko. È sede di concerie per la pelle, di una stazione meteorologica e di un aeroporto; ha un piccolo porto per le barche da pesca e ospita annualmente il Nipiaa, festival rock.
Aasiaat fu a capo di un comune, il comune di Aasiaat. Questo comune, istituito il 18 novembre 1950, cessò poi di esistere il 1º gennaio 2009 dopo la riforma atta a cambiare il sistema di suddivisioni amministrative della Groenlandia; il comune di Aasiaat si fuse insieme ad altri 7 comuni a formare il comune di Qaasuitsup, successivamente soppresso.
Dal 1º gennaio 2018 Aasiaat è a capo del comune di Qeqertalik.

## Arcipelago di Aasiaat
L'isola più grande dell'Arcipelago di Aasiaat, Saqqarliup Nunaa, è disabitata; sono presenti però su di essa degli edifici per turisti e nella parte occidentale il villaggio abbandonato di Manermiut. Un altro villaggio abbandonato è Vester Ejland, sull'isola omonima.

## Amministrazione

### Gemellaggi
- Canada - Kuujjuaq
- Islanda - Selfoss
- Danimarca - Svendborg